# Quartier Châtillons

Les douze conseils de quartiers de Reims
Barbâtre - Saint-Remi - Verrerie
Bois d'Amour - Porte de Paris - Courlancy
Centre-ville
Cernay Jamin - Jean Jaurès - Épinettes
Clairmarais - Charles Arnould
Châtillons
Chemin Vert - Europe
Croix-Rouge - Croix du Sud
La Neuvillette - Trois-Fontaines
Laon Zola - Neufchâtel - Orgeval
Maison-Blanche - Sainte-Anne - Wilson
Murigny

Le quartier Châtillons se situe au sud de Reims.

## Situation
Le quartier de Châtillons au sens des conseils de quartier, se situe au sud de la ville. Il est entouré par les quartiers Barbâtre - Saint-Remi - Verrerie, Bois d'Amour - Porte de Paris - Courlancy et La Neuvillette - Trois-Fontaines.

Le quartier de Châtillons, à sa création, est délimité par la ligne de la SNCF, l'Avenue de Champagne, la rue de Louvois, et par le Boulevard des Phéniciens.

### Localisation
Le quartier est situé au sud de la ville et est contigu à la ville de Cormontreuil.

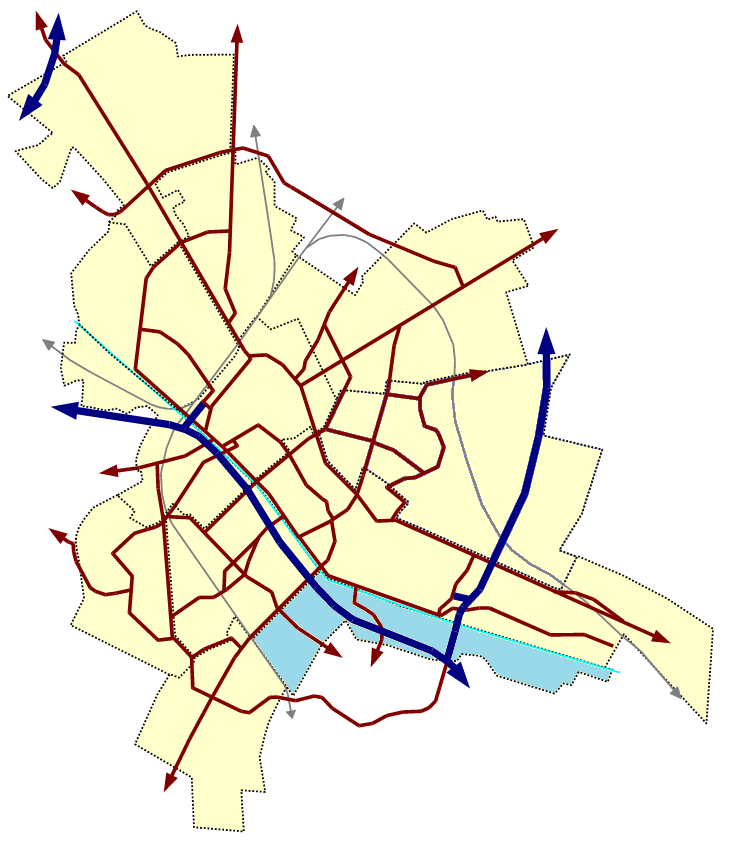
Contour Conseil de quartier de Châtillon.
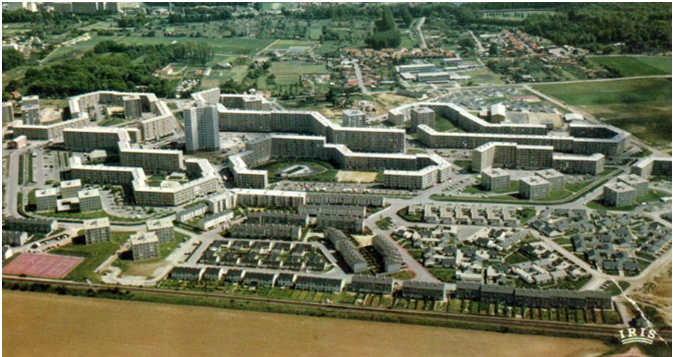
Quartier de Châtillon

## Historique
Le quartier Châtillons s’est bâti entre 1965 et 1975, offrant une organisation concentrique autour d’un immeuble de 18 niveaux, la tour des Argonautes. 
Les secteurs centraux sont composés de barres de logements en R+7 et R+8, puis en s’éloignant, d’immeubles en R+3 et R+4. Soit un total de 2 745 logements collectifs. 
En périphérie, 434 maisons individuelles viennent compléter l’offre de logements. 
Le quartier bénéficie par ailleurs d’une bonne dynamique commerciale (50 activités, principalement de proximité) et d’une forte implication de ses habitants.
Vue du ciel, le quartier est constitué de longs immeubles et ressemble à des fortifications. La plupart des rues portent le nom d’aventuriers. 

## Bâtiments remarquables
- Tour des Argonautes,
- Église Saint-Pierre des Châtillons.

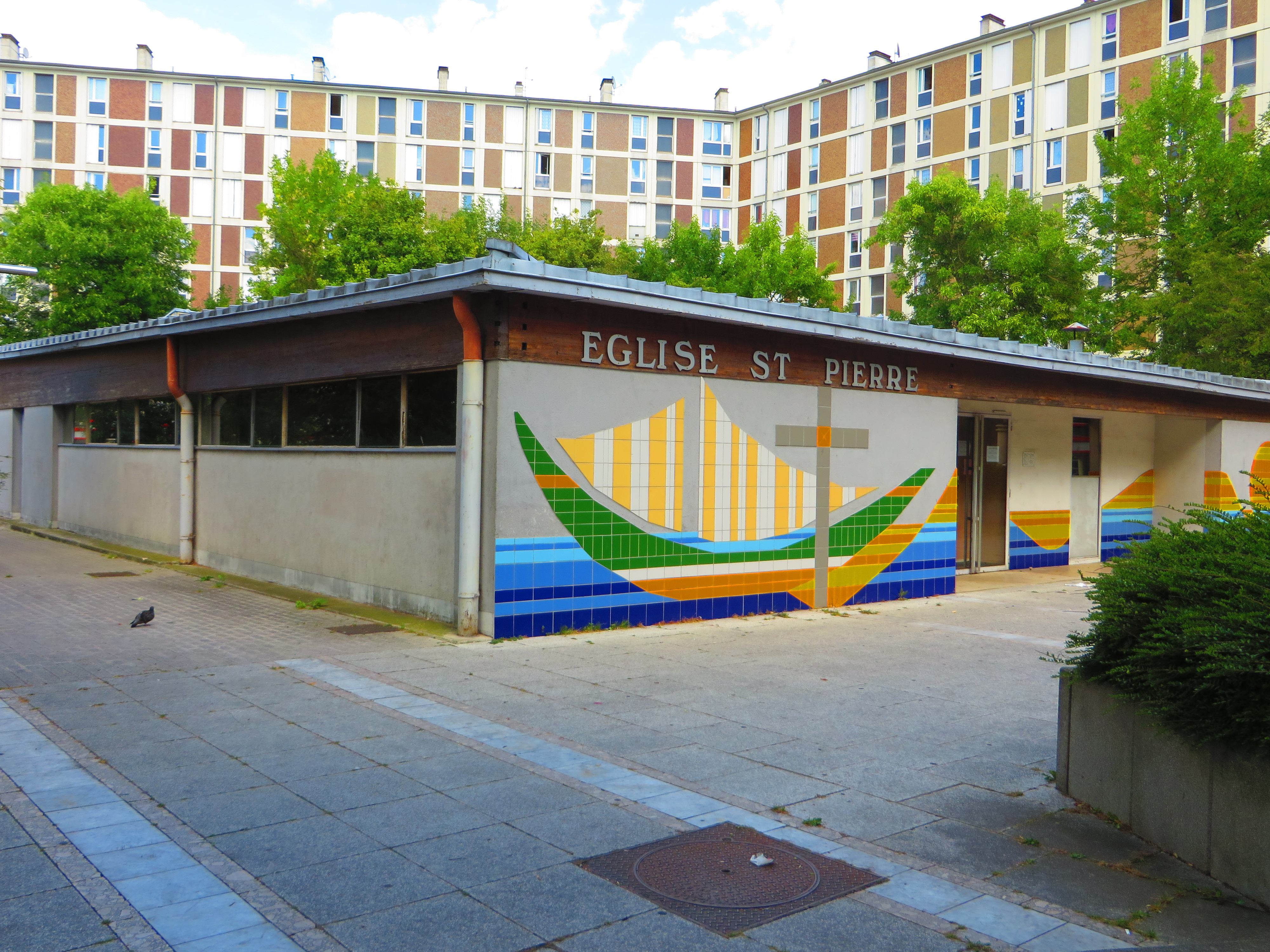
L'Église Saint-Pierre.

## Projets

### Rénovation du quartier

Rénovation de la rue Kerguelen et des bâtiments.

En tant que quartier prioritaire, le Châtillon a été retenu au titre régional du deuxième plan de l'Agence nationale pour la rénovation urbaine (2014-2024). Il est en pleine rénovation urbaine et abrite 12 300 habitants dont l’essentiel dans des logements sociaux collectifs propriété de Plurial Novilia successeur de l'Effort Rémois, réunis avec une partie des quartiers Maison-Blanche et Wilson,.

### Extension du réseau de chaleur
Le projet de la nouvelle chaufferie biomasse construite dans la Chaufferie urbaine du quartier Croix-Rouge permettra  l’extension du réseau au quartier Châtillons, faisant ainsi bénéficier 3 000 logements supplémentaires, de ce réseau d’eau chaude et de chaleur. Le cout de cette extension est estimé à 1,65 M€ HT.

## Services publics

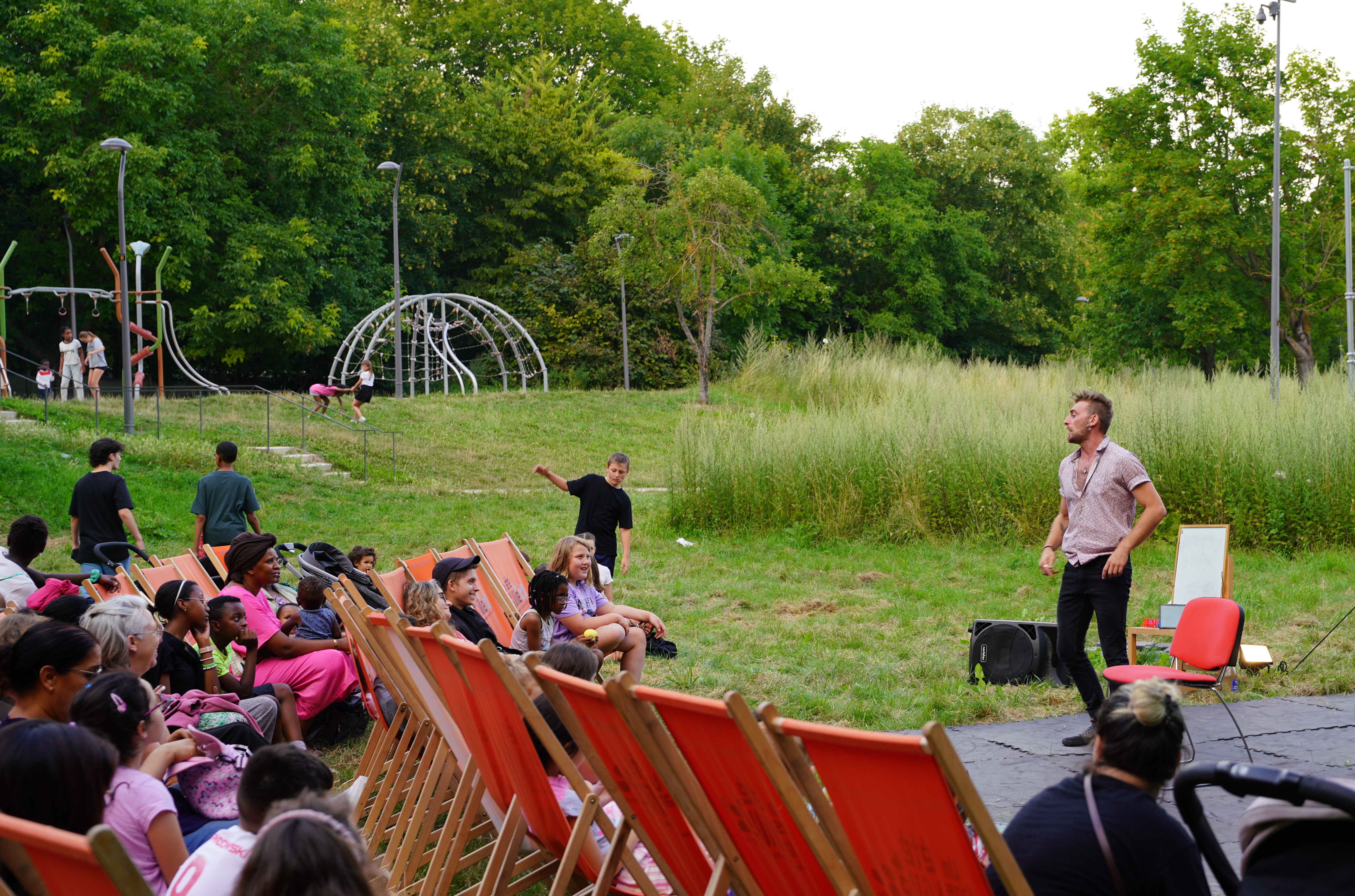
Le parc des Chatillons et son aire de jeux.

### Administration
- Mairie de Proximité Chatillons située 11 avenue Christophe Colomb ;
- Multi-accueil Maison de quartier Châtillons

### Enfance et enseignement
- École maternelle Cook - Vasco de Gama : 12 Boulevard Vasco de Gama, 51100 Reims ;
- École élémentaire Amundsen - Vasco de Gama : 16 Boulevard Vasco de Gama, 51100 Reims ;
- École maternelle Mougne-Tixier : 5 Rue Pierre Mougne, 51100 Reims ;
- École élémentaire Mougne-Tixier : 5 Rue Pierre Mougne, 51100 Reims;
- Ecole élémentaire Cavelier de La Salle : 87 Rue La Pérouse, 51100 Reims.

### Santé et sécurité
Cette section est vide, insuffisamment détaillée ou incomplète. Votre aide est la bienvenue ! Comment faire ?